# Мойнат, Фрек
Фредери́к (Фре́к) Мо́йнат (нидерл. Frederik "Freek" Moinat; 3 июня 1932, Амстердам — 20 сентября 2021, там же) — нидерландский футболист, игравший на позиции нападающего, выступал за «Аякс». После игровой карьеры был футбольным скаутом.

## Биография
Родился в июне 1932 года в Амстердаме. Отец — Фредерик Мойнат, мать — Янше Кист. Оба родителя были родом из Амстердама, они поженились в августе 1927 года.
В 1948 году стал членом футбольного клуба «Аякс», играл за молодёжную и резервную команды. Отличался хорошим дриблингом и техникой. Свою единственную игру за основной состав провёл 3 мая 1953 года в гостевом матче 22-го тура чемпионата Нидерландов против клуба НЕК (0:3).
В последующие годы работал в структуре клуба, куда его привёл Яни ван дер Вен, занимая должность скаута более двадцати лет. Его главным открытием был Райан Бабел, чей талант полностью раскрылся в первой команде «Аякса». В 2008 году закончил со скаутской работой в связи с состоянием здоровья.
Был женат, проживал в Амстердаме. Был членом бильярдного клуба Амстелвена.
Умер 20 сентября 2021 года в возрасте 89 лет.